# کشاورزی بدون دام
کشاورزی بدون دام شامل روش‌هایی از کشاورزی است که از جانوران یا فراورده‌های جانوری بهره‌ای نمی‌برد. تولیدکنندگان کشاورزی بدون دام، از جانوران اهلی در کشاورزی استفاده نمی‌کنند و از فراورده‌های جانوری مانند کودهای حیوانی یا دیگر محصولات حیوانی (پودر استخوان، پودر خون یا پودر ماهی مورد استفاده در تغذیه دام) استفاده نمی‌کنند. در این نوع کشاورزی استفاده از کودهای سبز به جای کودهای دامی مورد تأکید قرار گرفته‌است.